# Dicker Turm (Görlitz)

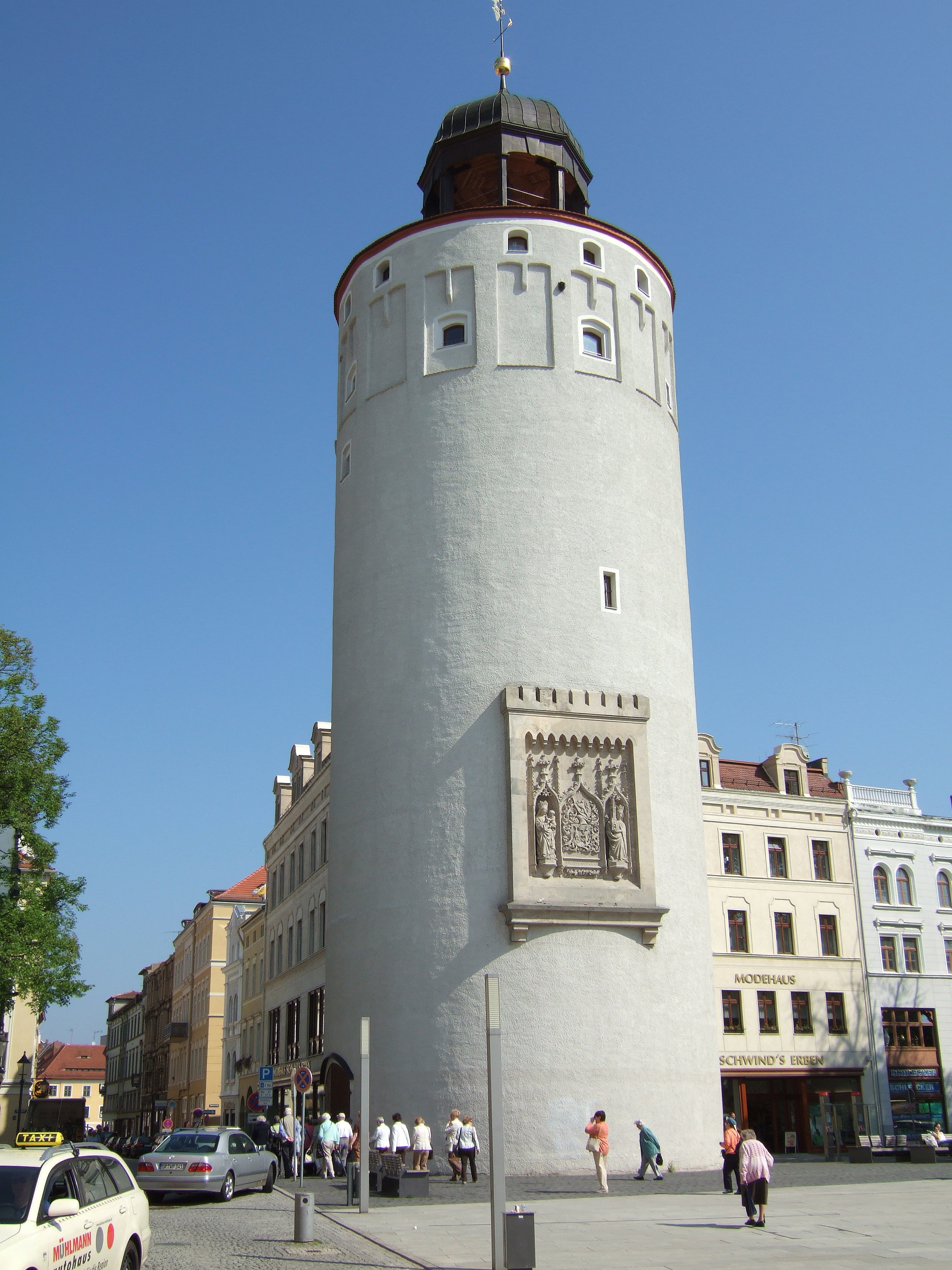
Dicker Turm

Der Dicke Turm oder auch Frauenturm ist ein Teil der historischen Görlitzer Stadtbefestigung; er steht etwa 1,4 km westlich vom 15. Grad östlicher Länge. Der 46 m hohe Turm wird aufgrund seiner Massivität von den Görlitzern „Dicker Turm“ genannt. Er ist der massivste Turm der Stadt, seine Mauerstärke beträgt im unteren Teil bis zu 5,34 m. Außer ihm sind noch der Nikolaiturm und der Reichenbacher Turm erhalten. Insgesamt besaß Görlitz vier große Wach- und Wehrtürme.

## Geschichte

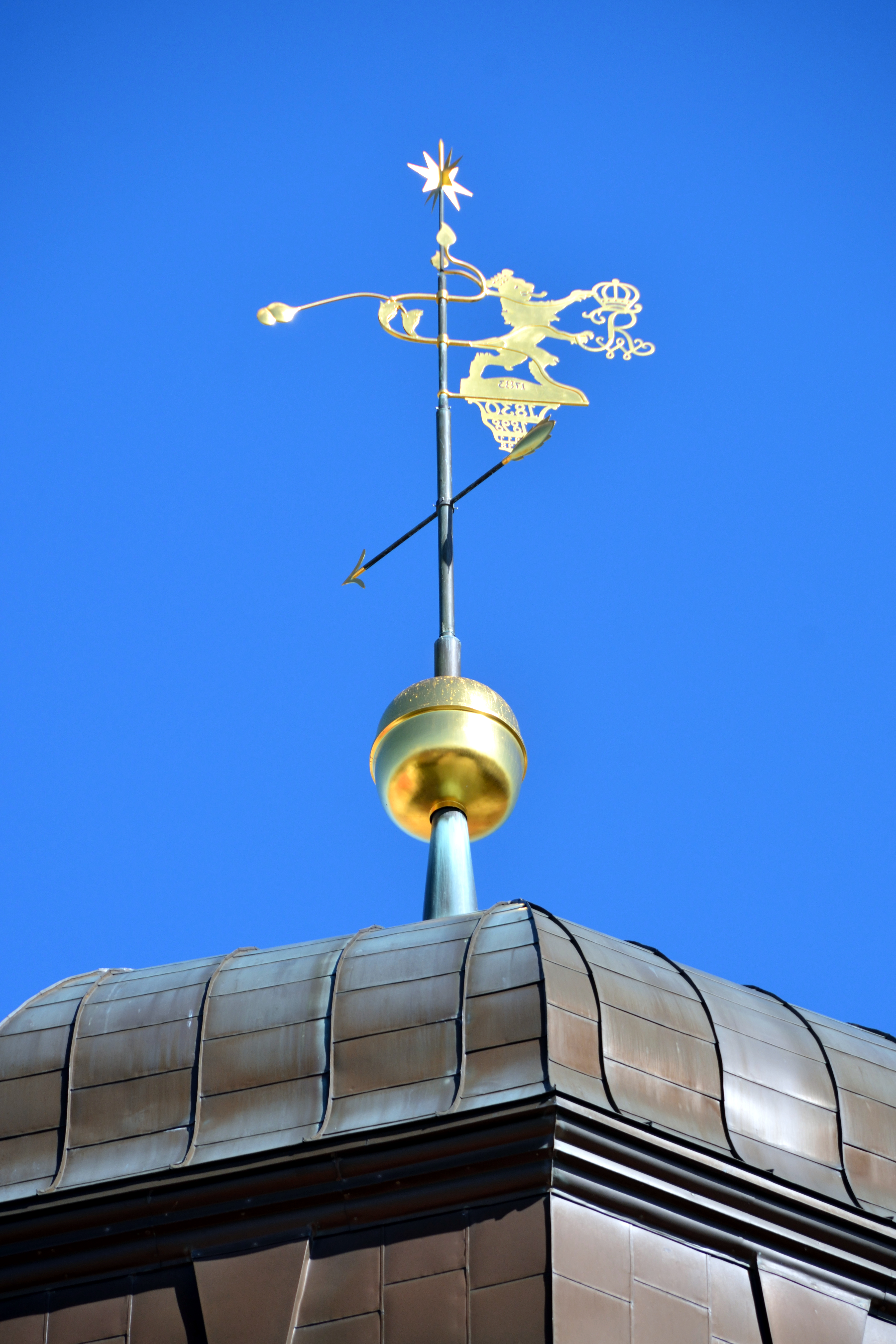
Wetterfahne auf dem Turm

Der Turm wurde im Rahmen der Stadterweiterung 1250 errichtet. Bereits um 1305 wurden ein „Steinturm“ und ein „Steintor“ nach ihrer Lage an der Steinstraße erwähnt. Der Wächter auf dem Turm erhielt 1529 eine Turmstube und eine Kammer. Erst im Oktober 1904 wurden die Turmwächter auf den Stadttürmen abgeschafft.
Sein Aussehen hat sich der Turm über die Jahrhunderte bis heute weitgehend bewahrt, jedoch wurde im 16. Jahrhundert der oben ursprünglich offene Umgang geschlossen. Die Kupferhaube wurde im Stil der Renaissance gefertigt.
Die ehemalige Toranlage war dreifach ausgeführt. Das zur Stadtseite gewandte innere Tor war an beiden Seiten mit der Stadtmauer verbunden und stand noch vor dem Turm auf der Steinstraße. Die mittlere Durchfahrt war mit einem Gebäude überbaut und hatte ein aus Brettern gefertigtes und mit Eisenschuhen versehenes Fallgatter. Das dritte Tor war ein sehr wehrhaftes Gebäude, ähnlich einer Bastei. Dieses Gebäude stand bereits im Graben und wurde mit dicken Mauern zur Stadtmauer hin angebunden. In Richtung Süden folgte eine Brücke, die den Graben überspannte. Diese wurde 1595 von Grund auf mit Stein aufgebaut und endete kurz vor dem Tor. Die Brücke und die Torzufahrt waren mit einer Zugbrücke verbunden. Diese Zugbrücke wurde 1772 durch eine steinerne ersetzt. 1778 wurde das Fallgatter entfernt. 1838 wurden die beiden inneren Tore abgebrochen, und 1847/48 folgten das übrige Frauentor und die Brücke. Der Graben wurde aufgefüllt.
In den Jahren 1974 bis 1999 feierten die Studenten der Ingenieur-Hochschule Görlitz-Zittau in den oberen Räumlichkeiten ihre Partys. Von 2000 bis 2006 war der Turm ungenutzt.

## Sandsteinrelief am Turm

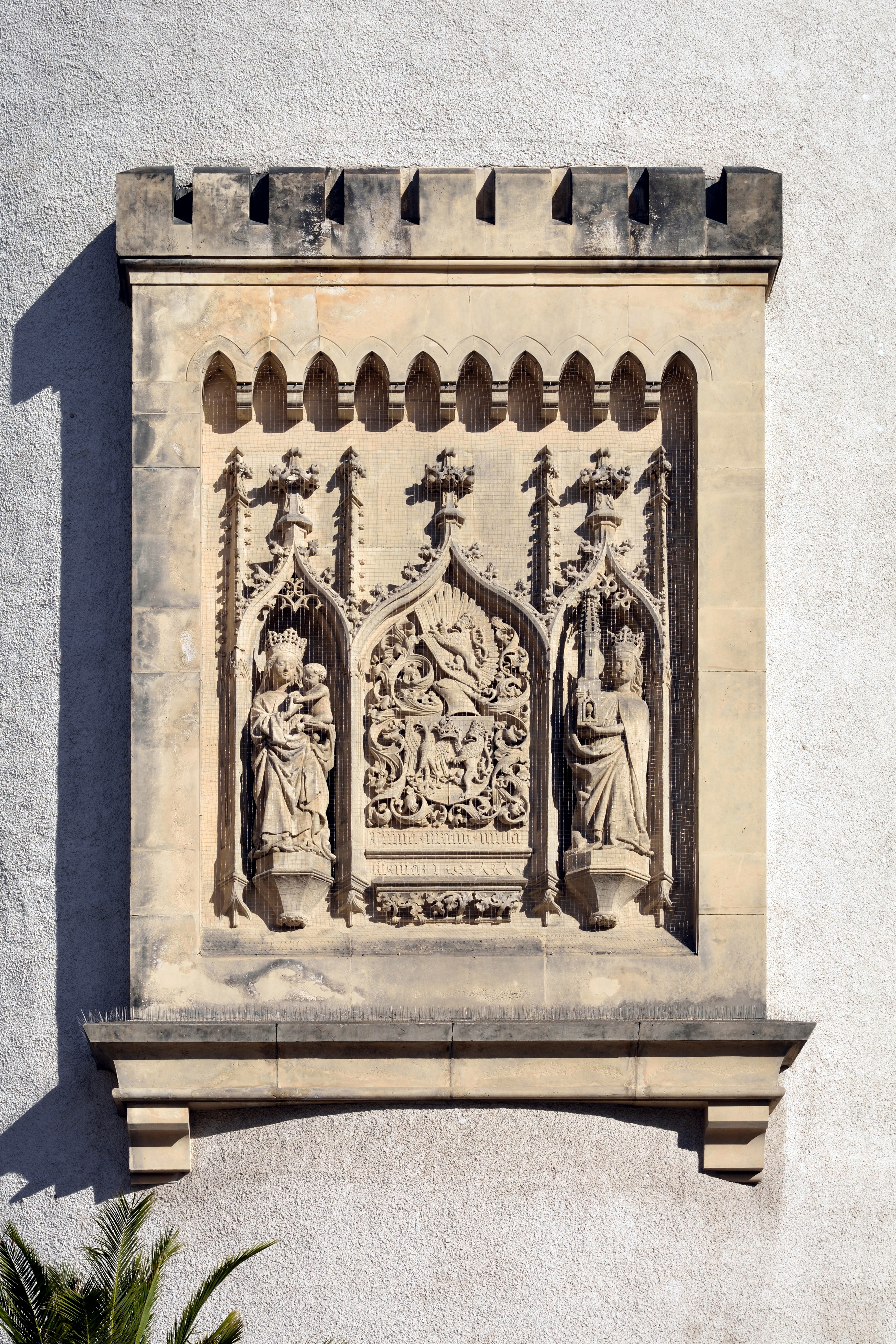
Historisches Stadtwappen am Sandsteinrelief

Da die Stadt während der Hussitenkriege treu zur Krone gestanden hatte, wurde ihr von Kaiser Sigismund ein Stadtwappen verliehen. Das Sandsteinrelief von Briccius Gauske am Turm stellt dieses Wappen zusammen mit den zwei Figuren Maria und Barbara dar.
Es befand sich ursprünglich am stadtauswärtigen Frauentor mittig über der Durchfahrt und wurde erst 1856 an dem Turm angebracht.
Die Wappeninschrift besagt: „INVIA VIRTUTI NULLA EST VIA“ – Der Tapferkeit ist kein Weg unmöglich.

## Besichtigungen
Seit dem Jahr 2007 bewirtschaftet der Förderverein Kulturstadt Görlitz-Zgorzelec den Turm. Besichtigungen mit Turmbesteigung sind im Rahmen von Führungen jeweils zur vollen Stunde von 12 bis 17 Uhr zwischen Mitte März und Ende Dezember möglich.